# W piekle eboli
W piekle eboli – książka pisarza i podróżnika Tadeusza Biedzkiego o  sparaliżowanej przez ebolę Afryce nagrodzona w 2016 roku Bursztynowym Motylem im. Arkadego Fiedlera. W swojej publikacji autor śledzi losy i zachowania ludzi w czasach zarazy. Uczestniczy w krwawej ofierze animistów, przedziera się przez lasy namorzynowe i dżunglę, spotyka Polaka - właściciela kopalni diamentów, zostaje przemytnikiem, słucha opowieści o zabijaniu dzieci, a w głębi dżungli o czarach, duchach i zombie. W prezencie otrzymuje żonę wodza, częstują go pieczenią z małpy i nietoperza. Widzi męczarnie konających, rozpacz i obojętność wobec śmierci. Wybitny znawca Afryki pokazuje ją prawdziwą, bez retuszu i politycznej poprawności. Książka jest podróżnicza i sensacyjna równocześnie, bo do Gwinei, Sierra Leone i Liberii autor dostaje się przez zieloną granicę i jest tam świadkiem wielu niebezpiecznych i zdumiewających wydarzeń. Książka ilustrowana wieloma zdjęciami, wydana w 2015 roku przez Wydawnictwo Bernardinum.